# Karl Wilhelm Stolle
Pour les articles homonymes, voir Stolle.
Karl Wilhelm Stolle (né le 19 décembre 1842 à Frankenhausen et mort le 11 mars 1918 à Gesau) est un homme politique social-démocrate saxon.

## Biographie
Après l'école primaire de Frankenhausen, Stolle apprend le jardinage. Il voyage en tant qu'assistant jardinier à travers les états allemands, les Pays-Bas, l'Empire russe. Entre 1862 et 1879, il est propriétaire d'une pépinière commerciale à Crimmitschau.
Il rejoint le mouvement de l'éducation ouvrière au début des années 1860. Depuis 1866, il est membre du Parti populaire saxon et depuis 1869 du SDAP, depuis 1875 du SAPD et enfin du SPD. Il est l'un des fondateurs du «Syndicat international de la manufacture, de l'usine et des artisans. «De 1869 à 1916, il est délégué à plusieurs congrès du parti social-démocrate.
Avec d'autres, il fonde la société d'impression coopérative Stolle, Schlegel & Comp qui publie le journal «Crimmitschauer Bürger- und Bauernfreund». À la suite de la loi socialiste, le journal est supprimé. Cela ruine également l'imprimerie et la pépinière de Stolle est également détruite. Il travaille ensuite comme aubergiste à Gesau à partir de 1880 et dirige le Schönburger Hof. Là, il est membre du conseil local entre 1886 et 1907. Entre 1885 et 1897, il est membre du parlement de l'état de Saxe (de). Après des candidatures infructueuses au Reichstag, il est député du Reichstag de 1881 à 1918. Pendant la Première Guerre mondiale, il rejette la politique de la direction du parti et est membre du groupe de travail social-démocrate en 1916 et membre de l'USPD à partir de 1917.
Stolle est mort le matin du 11 mars 1918 et est enterré à Gesau. Sa pierre tombale dans le cimetière de l'église Saint-André, encore préservée aujourd'hui.